# Oleuropein
Oleuropein je glykosylovaný sekoiridoid (druh polyfenolu) nacházející se ve slupkách a dužině plodů, semenech, a listech olivovníku evropského; pojmenován je podle jeho vědeckého názvu Olea europaea.
Kvůli hořké chuti a adstringenčním vlastnostem musí být oleuropein z oliv před jejich potravinářským využitím rozložen nebo odstraněn. Při zpracovávání hořkých a nejedlých zelených oliv se oleuropein může odstraňovat několika způsoby, například ponořením do louhu.

## Chemické zpracování
Oleuropein je derivát kyseliny elenolové, odvozené esterifikací ortodifenolu hydroxytyrosolu a navázáním glukózy glykosidovou vazbou.
Po ponoření oliv do louhu zásadité prostředí způsobí hydrolýzu esterových vazeb a zvýší rozpustnost produktů hydrolýzy, a také urychlí oxidaci fenolů, což vede, podobně jako při běžném zrání, za přístupu vzduchu ke zčernání. Tento postup se několikrát opakuje do vymizení hořké chuti.
Lze také použít makroporézní amberlitové pryskyřice, které oleuropein přímo odstraňují z roztoku, čímž se dosahuje nižší spotřeby vody.

## Černání zelených oliv
Černání zelených oliv lze vyvolat glukonátem železnatým (používá se 0,4% roztok).
Při styku s polyfenoly vytvoří železnaté ionty černý komplex, zodpovědný za barevnou změnu. V černých olivách ošetřených glukonátem železnatým se také snižuje obsah hydroxytyrosolu, protože železnaté soli katalyzují jeho oxidaci.

## Výzkum
Oleuropein byl navržen jako možný aktivátor proteazomů.